# Notopteris macdonaldi
Il pipistrello dei fiori delle Figi (Notopteris macdonaldi  Gray, 1859) è un pipistrello appartenente alla famiglia degli Pteropodidi, endemico delle isole Figi e di Vanuatu

## Descrizione

### Dimensioni
Pipistrello di medio-piccole dimensioni con la lunghezza della testa e del corpo tra 92 e 117 mm, la lunghezza dell'avambraccio tra 63,9 e 71,3 mm e la lunghezza della coda tra 56 e 69 mm.

### Aspetto
Le parti dorsali variano dal bruno-nerastro al marrone scuro, la testa è bruno-grigiastra, la groppa è bruno- olivastra, mentre le parti ventrali sono grigiastre. Il muso è allungato e sottile, gli occhi sono grandi. Le orecchie sono relativamente piccole e arrotondate. Il secondo dito della mano è privo di artiglio, la tibia è molto allungata. Le ali sono attaccate lungo la spina dorsale, dando l'impressione di una schiena priva di peli. La coda è molto lunga, mentre l'uropatagio è ridotto ad una membrana lungo le parti interne degli arti inferiori. 

## Biologia

### Comportamento
Si rifugia all'interno di grotte in colonie numerose.

### Alimentazione
La dentatura e la struttura della lingua fanno supporre che questa specie si nutra esclusivamente di nettare e di polline. È stata spesso osservata vicino a Banani.

### Riproduzione
Femmine gravide sono state catturate in maggio, altre che allattavano nei mesi di maggio e novembre ed esemplari giovani sono stati osservati in ottobre.

## Distribuzione e habitat
Questa specie è diffusa nelle isole Figi: Vanua Levu, Viti Levu, Taveuni e a Vanuatu: Ambae, Anatom, Éfaté, Emae, Erromango, Espiritu Santo, Malo, Mota, Mota Lava, Pentecoste, Santa Maria, Tanna e Vanua Lava. È vissuta in epoca storica anche sulle isole Tonga, sterminata dai primi Polinesiani giunti sull'arcipelago.
Vive nelle foreste secondarie di pianura, giardini e, sulle isole Figi, nelle foreste umide montane fino a 1.100 metri di altitudine.

## Conservazione
La IUCN Red List, considerato l'areale ristretto e frammentato ed il continuo declino della qualità del proprio habitat, classifica N. macdonaldi come specie vulnerabile (VU).